# Poecilocloeus hamatus
Poecilocloeus hamatus är en insektsart som beskrevs av Marius Descamps 1980. Poecilocloeus hamatus ingår i släktet Poecilocloeus och familjen gräshoppor. Inga underarter finns listade i Catalogue of Life.